# Maj Nielsen
Maj Rika Nielsen (* 11. September 2002) ist eine deutsche Handballspielerin, die beim Bundesligisten Buxtehuder SV unter Vertrag steht.

## Karriere
Nielsen begann das Handballspielen im Jahr 2010 bei der HSG Handewitt/Nord Harrislee, einem Zusammenschluss der weiblichen Jugendmannschaften des Handewitter SV und des TSV Nord Harrislee. Im Jahr 2018 wechselte sie zum Buxtehuder SV. Mit der B-Jugend gewann sie 2019 die deutsche Meisterschaft. Zur Saison 2020/21 wechselte die Außenspielerin zum Bundesligisten HL Buchholz 08-Rosengarten. In ihrer ersten Saison warf sie 42 Bundesligatreffer. Weiterhin stand die Linkshänderin mit Rosengarten im Finale des DHB-Pokals 2020/21. Zur Spielzeit 2022/23 kehrte sie zum Buxtehuder SV zurück.
Nielsen bestritt im April 2018 bei einem Vier-Länder-Turnier in Spanien ihr Debüt für die deutsche Jugendnationalmannschaft. Mit dieser Auswahlmannschaft nahm sie an der U-17-Europameisterschaft 2019 teil. Mittlerweile gehört Nielsen dem Kader der deutschen Juniorinnennationalmannschaft an. Sie lief für Deutschland bei der U-19-Europameisterschaft 2021 auf. Mit 33 Treffern war Nielsen die torgefährlichste deutsche Spielerin.